# Xavier Espot Zamora

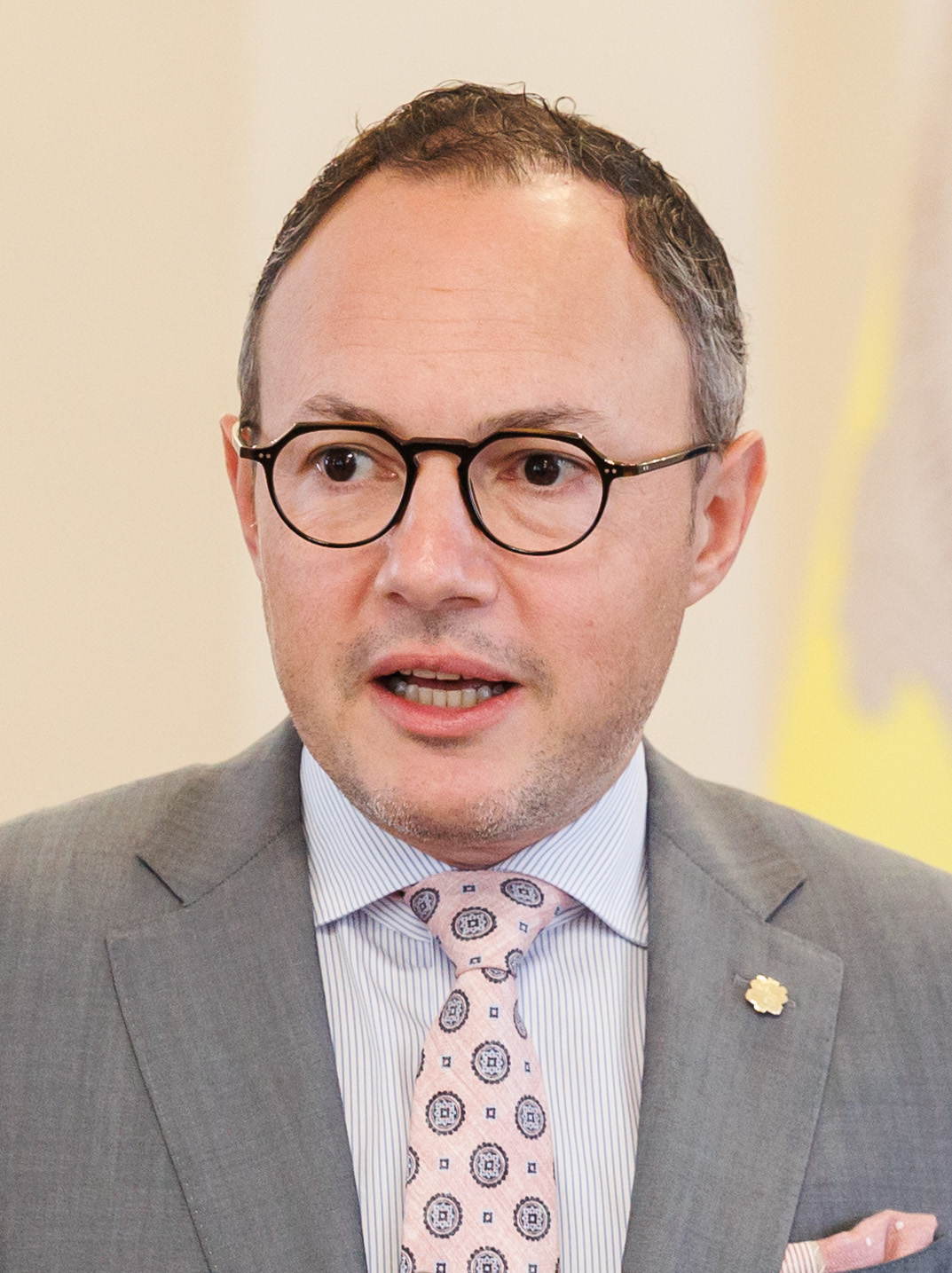
Xavier Espot Zamora (2024)

Xavier Espot Zamora (* 30. Oktober 1979 in Escaldes-Engordany) ist ein andorranischer Politiker. Er ist seit dem 16. Mai 2019 der Regierungschef von Andorra. Er ist Mitglied der Partei Demòcrates per Andorra.

## Biografie
Er schloss sein Studium in Barcelona an der Juristischen Fakultät der ESADE der Ramon-Llull-Universität ab. Er absolvierte den Master in Jura an der Fakultät und schloss auch das Studium der Geisteswissenschaften an derselben Universität ab. Von September 2004 bis Juni 2008 war er Sekretär der Batllia d’Andorra und von Juli bis Dezember 2008 Sekretär des Gerichtshofs von Andorra. Im Jahr 2009 arbeitete er als Jurist in Toulouse (Frankreich) und Barcelona.
Im Jahr 2011 trat er in die Regierung von Andorra unter der Leitung von Antoni Martí Petit als Staatssekretär für Justiz und Inneres ein. Im Jahr 2012 wurde er Minister für Justiz und Inneres des Fürstentums Andorra und war ab Januar 2016 Minister für Justiz, Inneres und Soziales. Er trat am 29. Februar 2019 als Minister zurück, um seine Kandidatur für das Amt des Regierungschefs bei den Parlamentswahlen 2019 vorzubereiten.
Nachdem seine Partei Demòcrates per Andorra bei den Parlamentswahlen am 7. April 2019 mit 35 % der Stimmen zur stärksten Partei wurde, wurde er am 16. Mai 2019 vom Generalrat zum neuen Regierungschef ernannt und löste damit Antoni Martí Petit ab. 2023 outete er sich öffentlich als homosexuell.